# 西光寺 (荒川区)
西光寺（さいこうじ）は、東京都荒川区にある浄土宗の寺院。

## 概要
天文年間（1532年～1555年）、賢誉長公によって開山された。その後、慶安年間（1648年～1652年）に中興されている。

## 笹団子如来
当寺の本尊である阿弥陀如来像は、別名「笹団子如来」と呼ばれている。白団子を笹の枝にさして供えれば、病気が治るというご利益があるといわれ、多くの参拝者が訪れたという。牛頭天王信仰に関係があるといわれている。

## 交通アクセス
- 南千住駅より徒歩5分（経路案内）。